# Verfahrensdokumentation
Die Verfahrensdokumentation nach GoBD (bis 2015 „GoBS“) dient dazu, nachweisen zu können, dass die Anforderungen des Handelsgesetzbuches (HGB) und der Abgabenordnung (AO) für die Erfassung, Verbuchung, Verarbeitung, Aufbewahrung und Entsorgung von Daten und Belegen erfüllt sind. Die Finanzverwaltung hat Grundsätze zur ordnungsmäßigen Führung und Aufbewahrung von Büchern, Aufzeichnungen und Unterlagen in elektronischer Form sowie zum Datenzugriff in einem BMF-Schreiben veröffentlicht und macht in den Tz 151ff des BMF-Schreibens Ausführungen zur Verfahrensdokumentation.
Auch für bestimmte Branchen gibt es, unabhängig von den Vorgaben der Steuerverwaltung, Vorgaben zur Erstellung von Verfahrensdokumentationen, so z. B. für die Pharmaindustrie nach FDA Part 11 und GxP (GMP, GLP Gute Laborpraxis). Für die Erstellung technischer Dokumentationen ist die Norm EN 82079 die Grundlage.

## Verfahrensdokumentation nach den GoBD
Nach § 140 AO sind die außersteuerlichen Buchführungs- und Aufzeichnungspflichten, die für die Besteuerung von Bedeutung sind, auch für das Steuerrecht zu erfüllen. Außersteuerliche Buchführungs- und Aufzeichnungspflichten ergeben sich insbesondere aus den Vorschriften der §§ 238 ff. HGB und aus den dort bezeichneten handelsrechtlichen Grundsätzen ordnungsmäßiger Buchführung (GoB). Für einzelne Rechtsformen ergeben sich flankierende Aufzeichnungspflichten z. B. aus §§ 91 ff. Aktiengesetz, §§ 41 ff. GmbH-Gesetz oder § 33 Genossenschaftsgesetz. Des Weiteren sind zahlreiche gewerberechtliche oder branchenspezifische Aufzeichnungsvorschriften vorhanden, die gem. § 140 AO im konkreten Einzelfall für die Besteuerung von Bedeutung sind, wie z. B. Apothekenbetriebsordnung, Eichordnung, Fahrlehrergesetz, Gewerbeordnung, § 26 Kreditwesengesetz oder § 55 Versicherungsaufsichtsgesetz (TZ 3 GoBD 2014).
Aus den GoBD ergeben sich folgende Anforderungen an die Aufzeichnung und Aufbewahrung von buchführungsrelevanten Dokumenten sowie solchen Unterlagen, die für die Besteuerung relevant sind, sowohl auf Papier als auch in elektronischer Form.
- Nachvollziehbarkeit und Nachprüfbarkeit
- Grundsatz der Wahrheit, Klarheit und fortlaufende Aufzeichnung (inklusive der Zeitgerechtigkeit)
- Belegwesen (Belegfunktion)
- Aufzeichnung von Geschäftsvorfällen in zeitlicher Reihenfolge und in sachlicher Ordnung (Grundbuchaufzeichnung, Journal- und Kontenfunktion)
- Internes Kontrollsystem (IKS)
- Datensicherheit
- Unveränderbarkeit, Protokollierung von Änderungen
- Aufbewahrung
- Datenzugriff
- Zertifizierung und Software-Testate und
- Anwendungsregelungen

Die Verfahrensdokumentation nach GoBD beschreibt den organisatorischen und technischen Prozess zur Nachvollziehbarkeit und Nachprüfbarkeit der Aufzeichnung und Aufbewahrung der steuerlich relevanten Geschäftsvorfälle und ergänzender Informationen hinsichtlich:
- der Entstehung (Erfassung)
- der Indizierung,
- der Verarbeitung und der Speicherung,
- dem eindeutigen Wiederfinden,
- der maschinellen Auswertbarkeit,
- der Absicherung gegen Verlust und Verfälschung und
- der Reproduktion der archivierten Informationen (Tz 152).

Anforderungen zur Verfahrensdokumentation hat die Finanzverwaltung in Tz 151ff der GoBD festgelegt: Da sich die Ordnungsmäßigkeit neben den elektronischen Büchern und sonst erforderlichen Aufzeichnungen auch auf die damit im Zusammenhang stehenden Verfahren und Bereiche des Datenverarbeitungs(=DV)-Systems bezieht, muss für jedes DV-System eine übersichtlich gegliederte Verfahrensdokumentation vorhanden sein, aus
- der Inhalt,
- der Aufbau,
- der Ablauf und
- die Ergebnisse des DV-Verfahrens

vollständig und schlüssig ersichtlich sind. Die Ausgestaltung und der Detaillierungsgrad einer Verfahrensdokumentation nach GoBD sind abhängig von der Komplexität und Diversifikation der Geschäftstätigkeit und der Organisationsstruktur sowie des eingesetzten DV-Systems. Qualitativ ausreichend und vollständig ist die Verfahrensdokumentation, wenn ein sachverständiger Dritter auf Basis der Dokumentation den ordnungsgemäßen Einsatz der Lösung überprüfen kann.
Die Verfahrensdokumentation nach GoBD besteht in der Regel aus einer
- allgemeinen Beschreibung,
- einer Anwenderdokumentation,
- einer technischen Systemdokumentation und
- einer Betriebsdokumentation. (Tz 153)

Soweit eine fehlende oder ungenügende Verfahrensdokumentation die Nachvollziehbarkeit und Nachprüfbarkeit nicht beeinträchtigt, liegt kein formeller Mangel mit sachlichem Gewicht vor, der zum Verwerfen der Buchführung führen kann. (Tz 155)
Formelle Mängel führen nicht zum Verwerfen der Buchhaltung. Die Vermutung der sachlichen Richtigkeit ist jedoch widerlegt, wenn nachgewiesen werden kann, dass Anlass zu sachlichen Beanstandungen gegen das Ergebnis der Buchführungen oder der Aufzeichnungen bestehen. Um die Buchführung zu verwerfen, muss die Finanzbehörde zudem aufzeigen, dass das Ergebnis der Buchführung nicht richtig ist. Denn  auch eine formal nicht ordnungsgemäße Buchführung kann ein richtiges Ergebnis ausweisen. Ist die Vermutung jedoch zerstört, weil die Finanzverwaltung nachgewiesen hat, dass das Ergebnis der Buchführung nicht richtig ist, ist das der  Besteuerung zu Grunde zu legende Ergebnis auch ohne ausdrückliche Beweise – also durch Schätzung – festzustellen. Dabei trägt der Steuerpflichtige die objektive Beweislast für die für ihn günstige Umstände, d. h., er muss Nachweise für die Abzugsmöglichkeit von Betriebsausgaben erbringen. Dieser Fall kann bei Vorliegen von formalen Fehlern und unvollständigen Aufzeichnungen in Verbindung mit der Ertragsschätzung zur insgesamt unvorteilhaften Ergebnisfestsetzung für den Steuerpflichtigen durch die Finanzverwaltung zur Folge haben.
Nach Auffassung der Finanzverwaltung ist von dem Steuerpflichtigen für die Einhaltung der Ordnungsvorschriften der GoBD ein internes Kontrollsystem zu installieren. Dieses IKS umfasst u. a. Zugangs- und Zugriffskontrollen, Funktionstrennungen, Erfassungs- und Verarbeitungskontrollen sowie sonstige Schutzmaßnahmen. Der Aufbau und die Wirkungsweise des internen Kontrollsystems sind ebenfalls in einer eigenen Verfahrensdokumentation zu dokumentieren (Tz 100).